# گالسوینتا
گالسوینتا (زادهٔ ۵۴۰ – درگذشتهٔ ۵۶۸) همسر شیلپریک یکم، پادشاه نوستریا و ملکهٔ آن دیار برای مدت کوتاهی تا هنگام کشته‌شدنش بود.

## زندگینامه
گالسوینتا دختر آتاناگیلد، پادشاه ویزیگوتتبار هیسپانیا از همسرش گوئیسوینتا و خواهر بزرگتر برونهیلدا، همسر سیگبرت یکم و شهبانوی اوسترازیا بود. برونهیلدا در سال ۵۶۶ با سیگبرت ازدواج کرده بود و شیلپریک، برادر و رقیب سیگبرت از آتاناگیلد خواست تا دیگر دخترش را به او بدهد. با موافقت آتاناگیلد، گالسوینتا در ۵۶۷ به‌عنوان دومین همسر شیلپریک یکم با او در روان ازدواج کرد، اما دیری نگذشت که شیلپریک با تحریک معشوقه‌اش فردگوند او را کشت. شیلپریک سپس با فردگوند ازدواج کرد و او را ملکهٔ خود ساخت، اما خود او نیز در سال ۵۸۴ میلادی و احتمالاً با دخالت فردگوند به‌قتل رسید.
مرگ گالسوینتا در عین حال منجر به دشمنی خواهرش برونهیلدا با فردگوند و شیلپریک و بروز جنگی تقریباً ۴۰ ساله بین دو پادشاهی فرانکی اوسترازیا و نوستریا شد.